# Władimir Safonow (lotnik)
Władimir Iljicz Safonow (ros. Владимир Ильич Сафонов, ur. 23 sierpnia?/5 września 1917 w Permie, zm. 22 listopada 1993 w Puszkinie) – radziecki lotnik wojskowy, Bohater Związku Radzieckiego (1944).

## Życiorys
Urodził się w rodzinie robotniczej. W 1935 skończył szkołę, pracował jako ślusarz w fabryce maszyn im. Lenina w Permie, uczył się w aeroklubie, od 1937 służył w Armii Czerwonej. W 1939 ukończył Permską Wojskową Szkołę Lotniczą i został w niej instruktorem, od sierpnia 1942 walczył w wojnie z Niemcami w składzie 751 pułku/8 gwardyjskiego pułku 8 Gwardyjskiej Dywizji Lotniczej 2 Gwardyjskiego Korpusu Lotniczego dalekiego zasięgu jako dowódca załogi nocnego bombowca Ił-4, a od połowy 1943 dowódca eskadry, do października 1994 wykonał 242 lotów bojowych, prowadząc naloty na obiekty przemysłowe i transportowe i technikę wojskową przeciwnika, w tym na głębokich tyłach – w Królewcu, Helsinkach, Warszawie i Tilsit. Łącznie w czasie wojny wykonał 270 lotów bojowych. W 1946 został przeniesiony do rezerwy w stopniu kapitana, później pracował w lotnictwie cywilnym.

## Odznaczenia
- Złota Gwiazda Bohatera Związku Radzieckiego (5 listopada 1944)
- Order Lenina (5 listopada 1944)
- Order Czerwonego Sztandaru (dwukrotnie – 13 czerwca 1943 i 20 października 1943)
- Order Aleksandra Newskiego (28 kwietnia 1944)
- Order Wojny Ojczyźnianej I klasy (11 marca 1985)

I medale.